# Дело Шрайбер
Дело Шрайбер — судебный иск несовершеннолетней Марии Шрайбер и её отца Кирилла Шрайбера к Министерству образования РФ и Комитету по образованию Санкт-Петербурга за нарушение прав человека путём «безальтернативного навязывания теории Дарвина» об эволюции видов в общеобразовательных школах. Суд по этому иску начался в октябре 2006 года. По информации пиар-агента и одного из авторов искового заявления Антона Вуймы, дело являлось частью спланированной пиар-акции, преследующей ряд неявных целей.

## Предыстория дела
Весной 2006 года двумя пиар-агентами из Петербурга были организованы несколько акций. Предлогом для них послужило оскорбление религиозных чувств Марии Шрайбер в связи с изучением в школе теории Дарвина. После пиар-акции дело приняло иной оборот: летом в Адмиралтейский районный суд города ими был подан иск от имени Марии Шрайбер.

Авторами иска для получения выгоды из пиар-акции был создан сайт, на котором с помощью платных SMS можно проголосовать за или против теории Дарвина. Доступ к материалам сайта осуществляется только после «голосования». Пиар-поддержку иска осуществляло агентство «Духовное наследие». По сведениям сайта CNews, руководитель агентства Антон Вуйма — друг Кирилла Шрайбера и один из авторов иска. Вуйма заявил, что иск школьницы Марии против министерства образования — это пиар-акция: 
Для саморекламы приходится проводить демонстрационные акции, которые соответствуют концепции черного PR. Так называемый «заказ без заказа». Сейчас, например, мы делаем «чёрный» PR против дарвинизма.
В репертуаре других услуг, предоставляемых агентством — организация заказных митингов, срыв митингов, проплаченные акции протеста. При участии Вуймы также была организована подача иска человеком, наряженным обезьяной.

## Ход дела
Иск подал в Октябрьский районный суд города Санкт-Петербурга представитель истицы Марии, её отец Кирилл Шрайбер. Обвинение заключалось в том, что утверждённый министерством учебник, используемый в школе для преподавания общей биологии, оскорбляет её религиозные чувства. В качестве компенсации за причиненный ей на уроках биологии ущерб она требовала 6 тысяч рублей. Ответчиком по делу проходило Министерство образования и науки РФ, а также Комитет по образованию Санкт-Петербурга, интересы которого представлял Алексей Владимирович Журавлёв, юрисконсульт Комитета по образованию. К участию в процессе в качестве третьего лица был привлечен профессор Сергей Григорьевич Мамонтов, один из соавторов учебника по биологии. Рассмотрением иска занимался судья И. Чуфистов. В суде интересы истицы представляли её отец Кирилл Львович Шрайбер и адвокат Константин Романов. Со стороны истицы были приглашены в качестве экспертов кандидат физ.-мат. наук С. Ю. Вальшин (Вертьянов) и доктор биологических наук проф. В. Б. Слезин из Санкт-Петербургского научно-исследовательского Психоневрологического института имени В. М. Бехтерева.
Первое заседание суда состоялось 25 октября 2006 года, второе — 13 декабря 2006 года, третье — 21 февраля 2007 года.
25 октября 2006 года в Октябрьском федеральном суде города Санкт-Петербурга состоялось первое заседание по иску с требованием запретить в школах преподавание теории эволюции и ввести в учебные программы иные концепции происхождения человека. Был определён круг экспертов для проведения экспертизы и назначена дата следующего заседания. Истцы заявили, что, по их мнению, система научных представлений о законах развития жизни ущемляет права детей «иметь различные представления о происхождении человека». На этом заседании проводилась в основном подача ходатайств.
13 декабря 2006 года суд начался с подачи ходатайств со стороны истца (истица на заседании отсутствовала), на что ушло в общей сложности около трёх часов. Свидетель со стороны истицы отец Артемий заявил, что он не уполномочен высказываться о позиции Русской Православной Церкви по отношению к теории эволюции, его не предупреждали о том, что нужно будет выступать, а своё удостоверение личности, а также диплом богослова он не смог предъявить. В суд были приглашены сотрудники 148-й гимназии, где учится Шрайбер, а также в качестве экспертов представители факультетов философии, биологии и истории Санкт-Петербургского университета, но никто из них не явился. Истец также не смог доказать, что его дочь подвергалась оскорблениям со стороны учительницы биологии. На суде также выступил представитель ответчика, автор учебника по биологии Сергей Мамонтов. Он отверг все обвинения и заявил об их несостоятельности.
Перед завершением заседания представители истицы решили подать ещё одно ходатайство о приобщении к делу скачанных из Интернета доказательств идеологической ангажированности теории Дарвина. Судьёй было отвергнуто это доказательство, и он попросил предоставить заверенный перевод автобиографии Дарвина. Затем сторона истицы потребовала письменное извинение от министерства образования. В ходе разбирательств выяснилось, что необходимой для этого квитанции об оплате госпошлины у адвоката нет, так как «в Сбербанке не знали реквизитов для уплаты госпошлины». Судья напомнил, что госпошлина должна быть уплачена в течение десяти дней.
21 февраля 2007 года суд отклонил иск. Адвокат семьи Шрайбер Константин Романов заявил, что это решение будет обжаловано в городском суде Санкт-Петербурга в течение десяти дней. Профессор Сергей Мамонтов, который был вызван в суд для дачи показаний заявил, что в научных кругах Москвы уже говорят о том, что «чувства людей, участвовавших в создании учебника биологии, тоже могут быть затронуты» и не исключил, что может быть подан встречный иск.

### Аргументы истцов
Кирилл Шрайбер считает, что теорию Дарвина детям «специально навязывают» «как единственно возможную с точки зрения науки, что является грубым нарушением прав человека на выбор». Кроме того он обвиняет министерство образования в том, что оно представляет «марксизм как абсолютно верный подход к жизни, присваивая Карлу Марксу заслуги, которые ему не принадлежат», а также «распространяет мировоззрение коммунистической партии», осуществляет «агрессивные выпады в адрес верующих и навязывает атеистические взгляды». По мнению семьи Шрайбер, «в современных учебниках биологии верующие подаются как неполноценные недоразвитые люди», что является экстремизмом. Также на первом заседании суда отец Марии заявил, что его дочь пока не определилась с конфессией.
В качестве одного из доказательств того, что теория Дарвина оскорбляет религиозные чувства Марии, истец представил суду «скачанные из интернета фрагменты автобиографии Дарвина», где тот, по словам стороны истцов, целенаправленно заявляет об антирелигиозном характере своей теории. Суд отклонил это доказательство и предложил истцам предоставить заверенный официальный перевод автобиографии учёного.

### Аргументы ответчиков
На суде было зачитано письмо руководства гимназии им. Сервантеса номер 148 Петербурга, в которой обучалась Мария Шрайбер. Директор гимназии утверждает, что, на их взгляд, права ученицы не нарушались, а сама теория Дарвина не оскорбляет религиозных чувств: «Мария во время учебы не проявляла своих религиозных чувств. В отношении гимназии не поступало жалоб от Марии Шрайбер и её родителей». О том, что теория Дарвина оскорбляет религиозные чувства Марии, руководство школы узнало из СМИ. Позднее отец Марии утверждал, что его дочь подверглась преследованиям после начала процесса, но доказать свои высказывания он не смог.
Также в ходе разбирательства выяснилось, что отец Марии и она сама не знают, к какой конфессии она принадлежит. Лишь на втором заседании истцы заявили, что Мария православная.
На суде был опрошен автор учебника по биологии для 10—11 классов профессор Сергей Мамонтов. Мамонтов не раз указывал на то, что иск не основан на фактах. Так, он свидетельствовал, что в учебнике также представлены креационистские теории зарождения и развития жизни: Линнея, Кювье. Также он отклонил заявления истицы, что якобы теория Дарвина является пропагандой идей марксизма-ленинизма: «Теория происхождения видов» была опубликована лет на 20 раньше появления идей марксизма. Также теория Дарвина изучалась в университетах дореволюционной России, когда церковь ещё не была отделена от государства. По мнению Мамонтова, иск «не только не обоснован, но и составлен крайне небрежно и оплошно».

Представитель ответчика юрисконсульт А. Журавлёв заявил, что 
в Российской Федерации государство гарантирует получение через сеть государственных образовательных учреждений образования, не связанного ни с какими религиозными взглядами. Деятельность государственного общеобразовательного учреждения (школы, гимназии, лицея) по обучению и воспитанию должна носить светский (не религиозный) характер. Такой же характер должны носить и государственные образовательные стандарты, а также основанные на них образовательные программы, по которым происходит обучение. Лица желающие получить образование в соответствии со своими религиозными взглядами и убеждениями могут сделать это в негосударственных общеобразовательных учреждениях, созданных соответствующими религиозными организациями. Общеобразовательное учреждение несёт ответственность как за соответствие образования государственным образовательным стандартам (которые исходят из светского характера образования), так и за недопущения деятельности в учреждении организационных структур религиозных движений и организаций, а также не распространение религиозных взглядов и убеждений.
А. Журавлёв отверг все обвинения истицы, заявив, что удовлетворение требований истицы по запрещению преподавания теории эволюции «нарушит права и свободы неограниченного круга лиц, обучающихся и преподающих в указанных учреждениях. Эти права и свободы гарантированы статьями 17, 18, 28, 29, 43, 44 Конституции Российской Федерации».
На основе высказанных фактов и ссылок на Конституцию РФ, А. Журавлёв сделал вывод, что «ответчики не нарушали прав и свобод Шрайбер Марии Кирилловны. Они не умаляли её религиозных взглядов, не оскорбляли её чувств, достоинства, не разжигали межрелигиозной вражды».

### Решение суда
21 февраля 2007 судья Игорь Чуфистов зачитал решение суда:
 Октябрьский районный суд Санкт-Петербурга …, рассмотрев в судебном заседании гражданское дело по иску Шрайбер Марии Кирилловны в лице законного представителя, отца, Шрайбера Кирилла Львовича, Комитету по образованию Санкт-Петербурга, Министерству образования и науки Российской Федерации о запрете преподавания в общеобразовательных учебных заведениях Российской Федерации теории эволюции, теории происхождения человека Чарлза Дарвина и устранении оскорбления религиозных чувств путём принесения письменных извинений, руководствуясь статьёй 199 Гражданского процессуального кодекса Российской Федерации, решил:

    В удовлетворении иска Шрайбер Марии Кирилловны … отказать.

### Обжалование решения суда
6 марта 2007 года семья Шрайберов обжаловала в городском суде Санкт-Петербурга решение Октябрьского районного суда.
Адвокат истицы Константин Романов в этом обжаловании просит о вынесении частного судебного определения, «которым обязать ответчика — Министерство образования и науки — изменить редакцию учебника биологии для 10—11-х классов,.. исключив из него слова и выражения в отношении к религии, такие как: мифы, легенды, нелепости».
Новый иск обоснован выдержкой из решения Октябрьского суда по первому иску об оскорбительном отношении учебника к чувствам верующих: «Суд считает необходимым согласиться с истицей в том, что употребление указанных выше выражений (слов) в учебном материале, предлагаемом для изучения неопределенному кругу лиц, ничем не оправданно».
4 июля 2007 года Городской суд Санкт-Петербурга отклонил кассационную жалобу по иску и оставил в силе решение суда первой инстанции.

## Мнения о деле

### Мнение учёных
4 февраля 2007 года академик РАН, лауреат Нобелевской премии 2003 года Виталий Гинзбург так прокомментировал это дело: 
Современная наука с полной определенностью, как дважды два четыре, показывает, что человек произошёл не от бога. Считать, что человек был рождён богом, можно было 3000 лет назад, но сейчас так думать — это абсурд! А то, что патриарх, даже не стесняясь, предлагает преподавать православие детям в школах, вообще позор. Религия в истории человечества играла огромную роль, с религией связано искусство и т.д. Возьмем, к примеру, Библию. Даже атеисты, к числу которых я принадлежу безоговорочно, признают, что это очень ценное историческое художественное сочинение. А в литературе и искусстве прошлых веков Библия фигурирует на каждом шагу. Поэтому каждый культурный человек должен познакомиться с Библией и вообще должен что-то знать о религии. Преподавание религии, закона божьего, чего-то такого в школах абсолютно недопустимо. Другое дело, если в школе будет история религии. У нас светское государство, и в школе нельзя иметь что-то религиозное. Православными церковь считает всех крещённых. А это абсолютно неверно. Ведь детей зачастую крестят без их согласия, в младенческом возрасте. Как ребёнок может выбирать религию? Я сам атеист, мой отец был верующий, когда мне было десять лет, я тоже сказал, что я верующий. Я же не понимал ничего. А преподавая религию в школах, эти, мягко говоря, сволочи церковные хотят заманить души детей. Представьте, детям вбивают с малых лет в голову, что бог создал человека, а потом у них будет урок биологии, на котором они узнают, что есть эволюция. Это абсурд.

Доктор медицинских наук, профессор Сергей Мамонтов на заседании суда заявил: 
Мне бы и в голову не пришло, что в XXI веке в России может возникнуть новый «обезьяний процесс»! За последние десятилетия накоплен огромный научный материал, проведены серьёзнейшие исследования, сделаны фундаментальные открытия, а мы снова имеем дело с претензиями верующих в адрес теории эволюции!
Академик РАН, лингвист Андрей Зализняк в своей речи по случаю присуждения ему Солженицынской премии, не называя имён, дал отрицательную оценку «модным мнениям», распространившимся в России в постсоветский период, а также в Западном мире: «1) Истины не существует, существует лишь множество мнений (или, говоря языком постмодернизма, множество текстов). 2) По любому вопросу ничье мнение не весит больше, чем мнение кого-то иного. Девочка-пятиклассница имеет мнение, что Дарвин неправ, и хороший тон состоит в том, чтобы подавать этот факт как серьезный вызов биологической науке».

### Мнение министра образования
30 декабря 2006 года Министр образования РФ и науки Андрей Фурсенко в прямом эфире, отвечая на вопрос одного из слушателей радиостанции «Эхо Москвы», заявил, что помимо теории Дарвина в школьные учебники следует включать разные теории происхождения жизни, школьников следует знакомить «с самыми разными идеями», «есть факты, которые не укладываются в эту теорию. Есть факты, которые сегодня вообще, с точки зрения… существующих представлений, плохо могут быть объяснены. Ну, начнем с теории Большого взрыва. Что это было такое, и что было до него, в принципе, понять невозможно», поэтому «должны в школьных учебниках давать современные представления… основанные на фактах, и должны указываться моменты, которые сегодня, с точки зрения имеющихся научных и общечеловеческих представлений трудно объяснимы». Но «при этом неправильно строить такие курсы, основанные… на вере. Это не имеет значения, во что верит человек — в то, что Бог есть, или в то, что Бога нет. Ни то, ни другое, наверное, в таком… утрированном виде не правильно». «Я считал бы правильным, чтобы любые курсы, любые системы обучения… базировались… в максимальной степени на фактах и на объяснимых и проверяемых вещах».

### Мнение духовенства
29 января 2007 года Патриарх Московский и всея Руси Алексий II заявил о недопустимости навязывания школьникам теории происхождения человека от обезьяны. «Никакого вреда не будет школьнику, если он будет знать библейское учение о происхождении мира. А если кто хочет считать, что он произошёл от обезьяны, — пусть так считает, но не навязывает это другим». Он призывал ввести преподавание религии в школе: «Введение такого предмета не может быть нарушением принципа светскости, зафиксированного в Конституции». Патриарх уверен, что изучение основ православной религии будет противостоять идеям национализма и экстремизма.
1 ноября 2006 года председатель Совета старейшин мусульман Свердловской области Раис Нуриманов заявил: «Сейчас всё больше и больше людей понимают, что эволюционная теория Дарвина — чистая утопия. Это глупость, что человек произошёл от обезьяны».

### Социологический опрос о теории Дарвина
14 апреля 2006 года ВЦИОМ провёл опрос о взаимоотношениях церкви и общества. За частичное или полное изъятие теории Дарвина из учебников выступают лишь 20 % опрошенных, 56 % высказались за её оставление. На вопрос, какая из теорий их больше всего устраивает, голоса респондентов распределились следующим образом: божественная 24 %, эволюционная 24 %, от космических пришельцев 5 %, остальные затруднились ответить.

## Акции протеста
21 февраля 2007 года в Санкт-Петербурге прошли две акции, приуроченные к возобновлению судебного процесса по иску Маши Шрайбер. Небольшая группа людей проникла в здание Октябрьского районного суда. Они прыгали и махали руками, заявляя, что, если верить теории Дарвина, то повторение таких действий приведет к тому, что через несколько поколений их потомки научатся летать. Все они через некоторое время были выдворены судебными приставами.
В этот же день пятеро комсомольцев из Ленинградской организации РКСМ(б) организовали два пикета в поддержку теории эволюции. С утра был проведён флеш-моб на площади перед Исаакиевским собором. Затем пикет переместился к зданию Октябрьского районного суда, где проходило судебное заседание. Несколько человек, одетых в форму ку-клукс-клановцев (символизирующую мракобесие), вышли с плакатами «Земля — плоская!», «Все училки по биологии — ведьмы!», «Математика — лженаука!» и другие. Этой акцией активисты Революционного комсомола продемонстрировали, к чему, по их мнению, приведут идеи антидарвинистов, если их воплотить в жизнь.